# Touch of Grey
Touch of Grey è un brano musicale del gruppo rock statunitense dei Grateful Dead, incluso nell'album In the Dark e pubblicato come singolo nel 1987.

## Descrizione
Caratterizzata dall'orecchiabile ritornello: «I will get by / I will survive», la canzone combina un testo pieno di chiaroscuri con una melodia pop rock tendente all'easy listening. La musica fu composta da Jerry Garcia, mentre il testo è opera del paroliere Robert Hunter. Per promuovere il brano, fu anche prodotto un videoclip musicale, il primo dei Grateful Dead.
Eseguita per la prima volta come bis il 15 settembre 1982 al Capital Centre di Landover (Maryland), la traccia fu inserita nell'album In the Dark nel 1987. Il singolo entrò nella top 10 della classifica Billboard Hot 100, raggiungendo la posizione numero 9, e la vetta della classifica Mainstream Rock Tracks. I lati B del 45 giri furono My Brother Esau e successivamente Throwing Stones.

## Video
Il video fu diretto da Gary Gutierrez, che in precedenza si era occupato delle scene di animazione per The Grateful Dead Movie. Le riprese ebbero luogo presso il Laguna Seca Raceway dopo uno dei concerti dei Dead nel maggio 1987.
La popolarità del singolo e il video introdussero i Grateful Dead a un nuovo gruppo di fan, che fece guadagnare alla band maggiore fama e attenzione mainstream.
I Grateful Dead pubblicarono anche un documentario di mezz'ora intitolato Dead Ringers: The Making of Touch of Grey, sulla produzione del videoclip promozionale. Il documentario fu diretto da Justin Kreutzmann, figlio del batterista Bill Kreutzmann.

## Formazione
- Jerry Garcia – voce solista, chitarra solista
- Bob Weir – chitarra ritmica, cori
- Phil Lesh – basso
- Brent Mydland – organo, sintetizzatore, cori
- Bill Kreutzmann – batteria e percussioni

## Cover
- Touch of Grey venne reinterpretata dai Mighty Diamonds in Fire on the Mountain: Reggae Celebrates the Grateful Dead, un album del 1996 di artisti vari.
- The War On Drugs reinterpretarono la canzone nella compilation Day of the Dead.

## Classifica
Negli Stati Uniti Touch of Grey raggiunse la posizione numero nove nella classifica Billboard Hot 100 e si posizionò in vetta a quella Mainstream Rock Tracks. Touch of Grey è l'unico singolo della band ad aver mai raggiunto la Top 40 della Hot 100.